# Ruokojärvi (sjö i Kouvola, Kymmenedalen)
Ruokojärvi är en sjö i kommunen Kouvola i landskapet Kymmenedalen i Finland. Sjön ligger 68,3 meter över havet. Arean är 61 hektar och strandlinjen är 4,68 kilometer lång. Sjön  ingår i Kymmene älvs huvudavrinningsområde.   Den ligger omkring 56 km norr om Kotka och omkring 150 km nordöst om Helsingfors. 